# Piotr Paluch
Piotr Paluch (ur. 3 września 1970 w Międzyrzeczu) – polski żużlowiec.
Wychowanek Stali Gorzów. Karierę rozpoczął w 1987 roku. Nieprzerwanie, przez 21 sezonów, bronił barw swojego macierzystego klubu. Dopiero w sezonie 2008 zdecydował się zasilić inny klub, którym okazał się drugoligowy Start Gniezno.
Paluch przez wiele lat rywalizował na ekstraligowych torach w barwach gorzowskiej Stali. Za swoimi plecami przywoził takie tuzy światowego speedwaya jak Tony Rickardsson, Sam Ermolenko czy Tommy Knudsen oraz Tomasz Gollob. Zawodnik startował także w innej odmianie żużla - wyścigach motocyklowych na długim torze .
Jego medale to głównie zdobycze drużynowe. Jednym z największych indywidualnych sukcesów jest występ w finale Indywidualnych Mistrzostw Świata Juniorów w 1991 roku. Posiada złote medale MPPK z lat 1992 i 1998 oraz złoty krążek MMPPK z roku 1987.
Obecnie drugi trener w klubie KS Stal Gorzów i radny miasta Gorzowa.
Ojciec Oskara Palucha, również żużlowca.

## Inne ważniejsze turnieje
- Turniej o Koronę Bolesława Chrobrego – Pierwszego Króla Polski w Gnieźnie
  - 2008 – 9. miejsce – 7 pkt → wyniki